# Feliceni
Feliceni é uma comuna romena localizada no distrito de Harghita, na região histórica da Transilvânia. A comuna possui uma área de 78.91 km² e sua população era de 3216 habitantes segundo o censo de 2007.